# アルファ部隊
アルファ部隊（アルファぶたい、Альфа）とは、ソ連KGBおよびロシア連邦保安庁の特殊部隊。法律上はテロ対策、人質解放、輸送手段、国家施設の奪取と関連した過激派対策といった形でロシア国内でのみ活動が許されているが、事実上はソ連のアフガニスタン侵攻の際に、ハフィーズッラー・アミーン革命評議会議長（書記長）の官邸を襲撃した部隊として知られている。
アルファ部隊は、現在、同じく旧KGBの特殊部隊ヴィンペル部隊と共に、連邦保安庁の憲法体制擁護・テロ対策局特殊任務センターの下にある。隊員は、全員が将校であり、その能力は、ロシア警察の特殊部隊において最高峰に位置すると言える。

## 歴史
1974年7月29日、ソ連KGB議長ユーリ・アンドロポフとKGB第7局長アレクセイ・ベスチャスヌイ将軍の発議により創設された。1985年までは、書記長とKGB指導部の個人的従属下にあった。正式名称は、1991年8月までソ連KGB第7局破壊工作対策課「A」グループだった。当初、隊員数は、40人を超えなかった。主として特殊訓練を受け、健康状態が空挺軍勤務に適したソ連KGB職員から選抜された。
ソ連崩壊時までに、隊員数は約500人を数えた（キエフ、ミンスク、クラスノダール、エカテリンブルク、アルマ・アタに班）。
ロシアの「A」グループは、ロシア連邦警護総局 (GUO) に入り、本来の任務の外、1993年までロシア連邦大統領の警護を保障した。1995年8月、アルファ部隊は、GUOの管轄下からロシア連邦保安庁（FSB）に移管された。
1998年、ウラジーミル・プーチンは、FSB長官在任時、アルファ部隊とヴィンペル部隊の再編について命令した。それに従い、重複する機構の削減のため、両部隊からは、本部、並びに狙撃手、爆破手、通信兵等の補助部隊が解散された。単独で残された戦闘グループは、対テロリズム・センター（現特殊任務センター）に集中させられた。

## 地域特殊任務課（ROSN）
アルファ部隊の地域部隊として、1990年3月、ハバロフスクに支部が設置され、その後、エカテリンブルク、クラスノダール、アルマ・アタ、キエフ、ミンスクが追加された。
1991年のソビエト連邦崩壊により、アルファ部隊の地域部隊は所在地の所属する国家へと分割された。
- キエフ支部は、ウクライナ保安庁隷下のアルファ部隊 (ウクライナ)へ再編。
- ミンスク支部は、ベラルーシ国家保安委員会隷下のアルファ部隊 (ベラルーシ)へ再編。
- アルマ・アタ支部は、カザフスタン国家保安委員会隷下のアルイスタンへ再編。

1996年、対テロセンターが設立され、全地域部隊は同センターに編入された。その後、これらの地域部隊は、FSB支局の地域特殊作戦課（региональные отделы специальных операций、略称РОСО）に移管された。
1999年、地域特殊作戦課は、地域特殊任務課（региональные отделы специального назначения、略称РОСН）に改称された。

## 主な戦歴

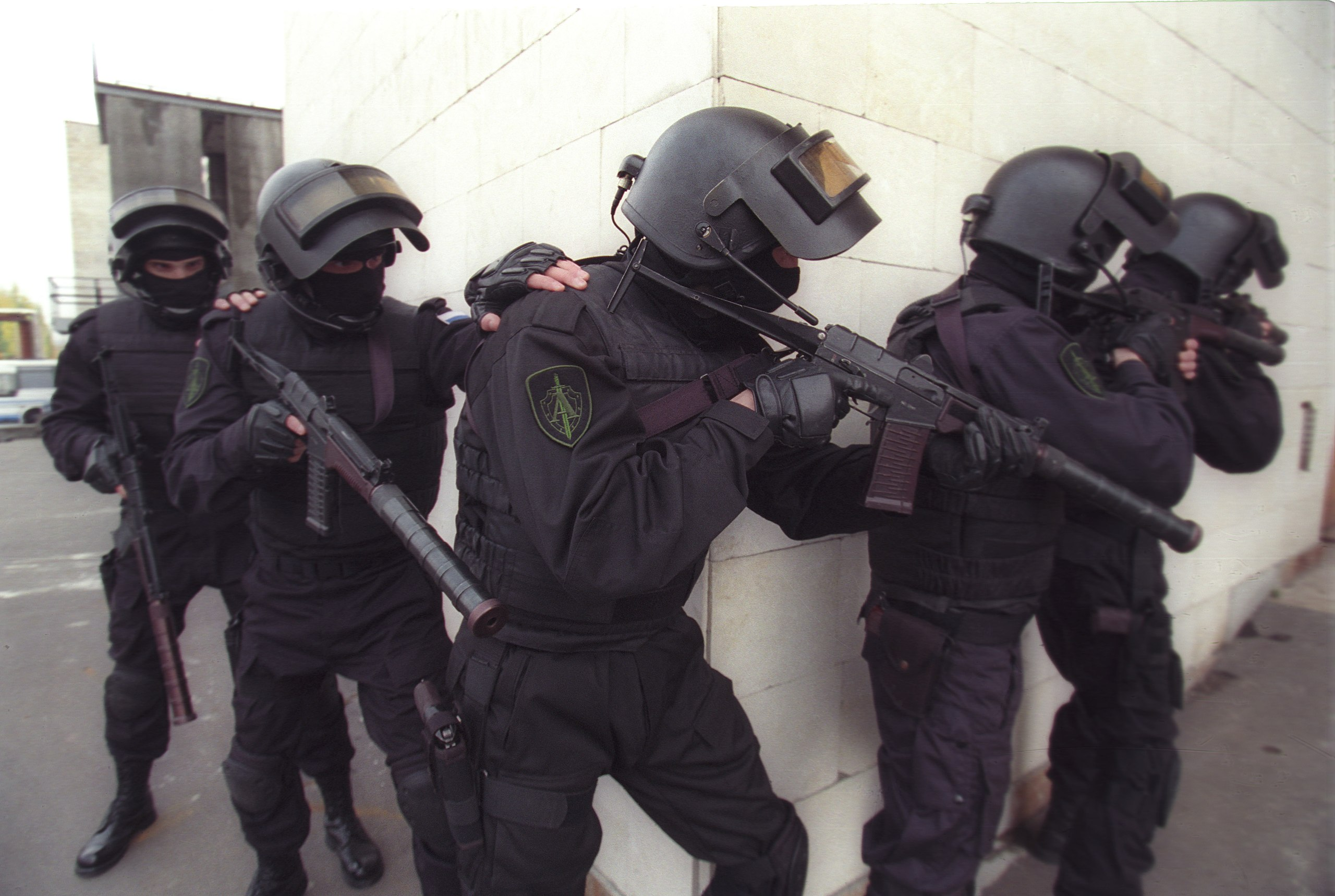
アルファ部隊の訓練

- 1979年12月 - アフガニスタン指導者ハフィーズッラー・アミーンの大統領官邸を襲撃し、同革命評議会議長（書記長）を殺害（嵐333号作戦）
- 1981年12月18日 - サラプールの学校の人質解放作戦
- 1982年3月2日 - 米大使館領内において手製爆弾で武装した犯人の無力化
- 1983年11月18～19日 - トビリシ市でのTu-134のハイジャック事件対策
- 1988年9月20日 - 国内軍軍人によりハイジャックされたTu-134の乗客の解放
- 1988年 - ミネラールヌイエ・ヴォドゥイ市で生徒を乗せたバスがハイジャックされる。アルファ部隊は、「グロム」作戦を実施。イスラエル政府と協力して、テルアビブでテロリストを拘束し、彼らをモスクワに連行した。
- 1989年3月 - アエロフロート機国内便ハイジャック事件に出動
- 1990年8月13日 - スフミ市の取調拘置所での人質解放作戦
- 1991年1月 - ヴィリニュスのテレビ局の奪取に参加、13名の市民を殺害（血の日曜日事件 (リトアニア)）
- 1991年8月 - ソ連8月クーデター時、ボリス・エリツィンが立て篭もるロシア共和国議会への突入を拒否
- 1993年10月4日 - モスクワ騒乱事件時、アルファ部隊はロシア連邦最高会議庁舎への突入命令を受けた。当初、代議員側と交渉を試みたが、不発に終わった。
- 1995年6月17日 - ブジョンノフスク病院占拠事件での人質解放作戦に参加。
- 1995年9月20日 - バスで略取された人質の解放作戦
- 1995年10月 - モスクワ、ワシレフスキー坂で乗客を乗せたバスをジャックしたテロリストを殺害
- 2002年10月 - モスクワ劇場占拠事件の人質解放作戦に参加。犯人は全員射殺されたが、ガス中毒により人質129人が死亡。
- 2004年9月 - ベスラン学校占拠事件の人質解放作戦に参加。
- 2006年11月 - ダゲスタンの外国人義勇兵団リーダー、アブー・ハフス・アル・ウルドゥニを殺害。
- 2022年3月 − ウクライナの特殊軍事作戦に参加。

## 歴代指揮官
| 職名 | 就任年      | 氏名                               | 階級 |
| ---- | ----------- | ---------------------------------- | ---- |
|      | 1974-1978   | ヴィターリー・ブベニン             | 大佐 |
|      | 1978-1988   | ゲンナジー・ザイツェフ             | 少将 |
|      | 1988-1991.8 | ヴィクトル・カルプーヒン           | 少将 |
|      | 1991.8-1992 | ミハイル・ゴロヴァトフ             | 大佐 |
|      | 1992-1995.3 | ゲンナジー・ザイツェフ             | 少将 |
|      | 1995.3-1999 | アレクサンドル・グセフ             | 少将 |
|      | 1999-2000   | アレクサンドル・ミロシュニチェンコ | 少将 |
|      | 2000-       | ウラジーミル・ヴィノクロフ         |      |

このほか、元副司令官のセルゲイ・ゴンチャロフが、ロシア対テロ特殊部隊退役者協会の会長を務めている（2017年時点）。

## 装備
装備の大部分はAK-74、AS Val、PP-91、MP-443など他のロシア連邦特殊任務部隊と変わらないが、部分的にはグロック17、H&K MP5、M4カービン、ARX160、L96A1など、欧米製の装備を配備している。
2000年代まで、隊員達はフルフェイスのチタン製ヘルメットを装着していた。これはバイザーが付いた独特のデザインであり、アルファ部隊がHeavy Faceのあだ名で呼ばれる所以となった。現在、ヘルメットはFASTヘルメットに近い性能を持つLSHZ1+などに交換されている。